# مديح

رسم يرمز للأيدي المادحة

المديح أو الأَمدُوحة عموماً هو نوع من الخطاب أو الشعر الذي يقدم مدحاً لإنسان أو شيء معين. ولكن عادة ما يطلق لفظ المديح على نوع من الغناء اشتهر في مصر ويعتمد غالباً على أشعار المدح، والتي انتشرت في العصر الأموي والعباسي كالمدح النبوي والمدح ثناءً على الخلفاء والأمراء.

## المديح موسيقاً
المدح في الموسيقى هو قالب موسيقي مصري صميم. لكن عادةً حينما نطلق على أحد أنماط الموسيقى كلمة قالب فهذا يعنى ان هذا النوع من الموسيقى له طريقة صياغة موسيقية محددة الشكل والمعنى، ولكن في حالة المديح فليس للمديح صيغة موسيقية محددة، ومع ذلك يمكن التعرف عليه من خلال نوعية الكلمات الشعر والإيقاع المصاحب له. وغالباً يدور المديح حول عدة مقامات موسيقية، من أشهرها البياتى، الهزام، الراست، الصَبا والنيرز (وهو المسمى بالرست المصري). لذلك يمكن اعتبار المديح قالباً مستقلاً بما أنه من الممكن التعرف عليه بسهولة من خلال المقومات السابقة: الشعر، الإيقاع، المقامات وطريقة تلحينها من خلال التفاعيل الموسيقية المستخدمة.

## تاريخ المديح في مصر
انتشر غناء المديح في مصر مع انتشار التصوف وأخذ في التطور ببطء. ومع دخول الأيوبيين اندمج أسلوب الذكر عند الأيوبين واختلط مع الأذكار الصوفية وطريقة إنشاد المولوية وأسلوبهم الحركي (طريقة رقصهم) ليصنع نوعاً جديداً من المديح الذي يعتمد على المطرب والكثير من الناس الذين يتحركون ويتمايلون يميناً ويساراً مع غناء المداح. وهذه الطريقة الحركية التي يستخدمها الآن المتصوفون المصريون هي ما تسمى بالذِّكر، وفكرتها أن كثرة الحركة والتمايل بانتظام شديد مع موسيقى المنشدين والمداحين تقوم بتفريغ الذهن تماماً من مشاغل الحياة حتى يصل الإنسان إلى التوحد مع نفسه دون الآخرين. وبعض الناس يعتبر هذا النوع من التمايل أو الرقص شيئاً مهيناً، والبعض الآخر يعتبرها طريقةً عظيمةً للعلاج النفسي من ضغوط الحياة.
ومع الوقت تداخل أسلوب موسيقى الريف المصري مع أسلوب المدح القديم، وذلك لانتشار الكثير من المداحين القادمين من خارج القاهرة والإسكندرية حتى أصبح أغلب المداحين من جنوب مصر وأصبح مع الوقت فناً خاصاً بهم.
ومع الوقت أصبح المديح فناً شعبياً مصرياً كجزء من الموسيقى الشعبية المصرية.

## مداحون
من أشهر المداحين تاريخياً مداح النبي الإمام شرف الدين محمد بن سعيد بن حماد الصنهاجي البوصيري